# Isabella Colbran
Isabella Colbran, pseudonimo di Isabel Ángela Colbran Ortola (Madrid, 28 febbraio 1784 – Castenaso, 6 ottobre 1845), è stata una cantante e compositrice spagnola. Fu la prima moglie del compositore Gioachino Rossini.

## Biografia
Figlia di Teresa Ortola e del violinista Giovanni Colbran, maestro di musica presso la corte spagnola, dopo aver iniziato lo studio del canto in Spagna si trasferì a Napoli, dove fu allieva del compositore Gaetano Marinelli. L'esordio in pubblico avvenne a Parigi nel 1801, mentre la prima esibizione in Italia fu nel 1807 a Bologna.
Il primo successo della cantante lirica è dovuto alla sua interpretazione al Teatro alla Scala nel Coriolano di Giuseppe Nicolini.

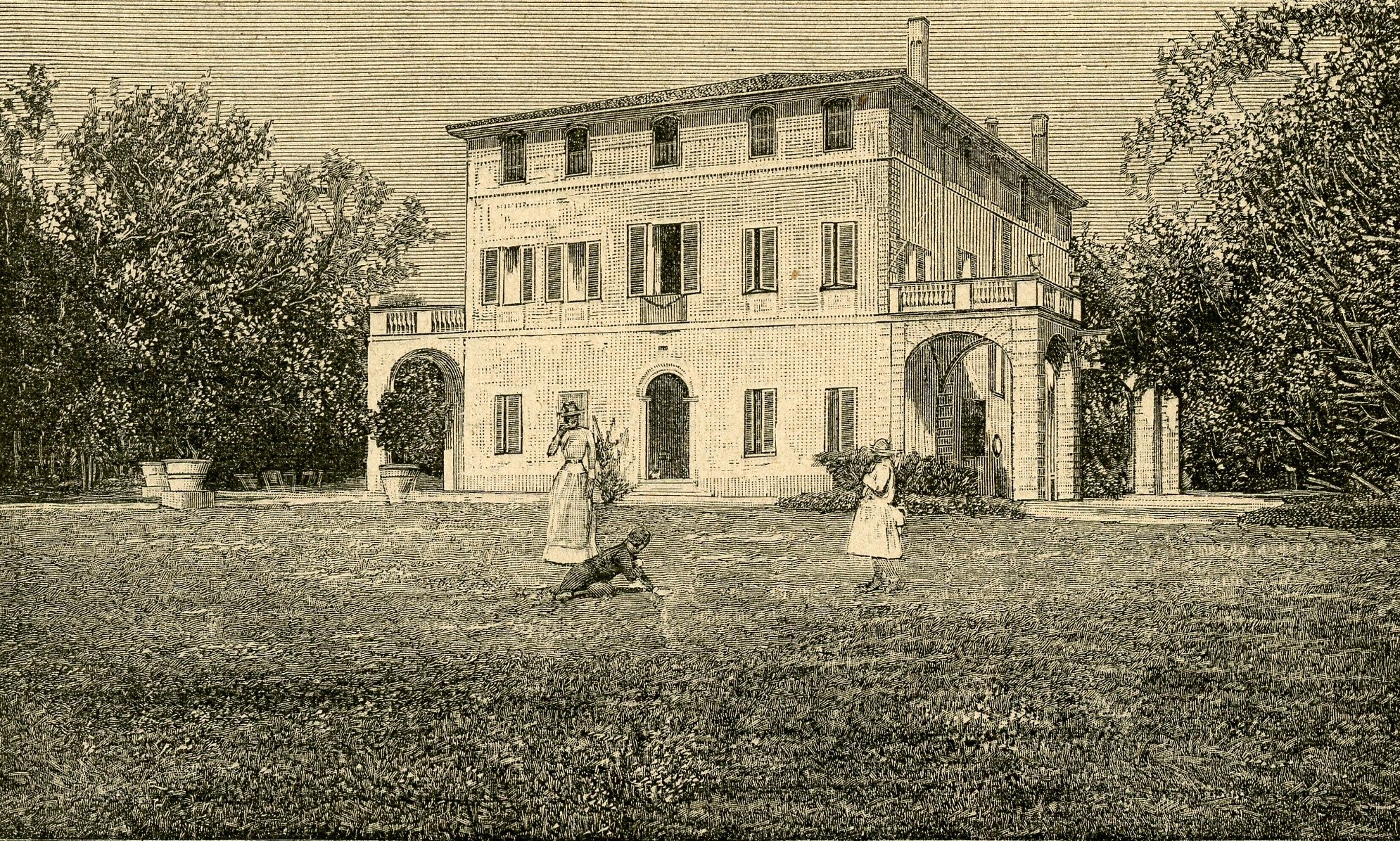
Villa Rossini Colbran a Castenaso

Dopo varie tournée a Bologna, Venezia e Roma, la Colbran divenne la prima donna del Teatro San Carlo di Napoli dal 1811 al 1822. Fu la prima Medea nella Medea in Corinto di Mayr nel 1813. La Colbran fu una delle prime interpreti mozartiane in Italia: al Teatro del Fondo di Napoli fu Donna Anna nel Don Giovanni nel 1812 e nel 1816; nello stesso teatro nel 1814 fu la Contessa d'Almaviva ne Le nozze di Figaro.
Proprio a Napoli conobbe Gioachino Rossini, con cui si sarebbe sposata anni dopo. Con Rossini la Colbran iniziò una collaborazione sul palcoscenico, che portò Rossini a scrivere per lei le parti protagonistiche più importanti delle sue opere rappresentate a Napoli (fatta eccezione per l'ultima, a Venezia).
Rossini e la Colbran si sposarono in segreto il 16 marzo 1822 nel Santuario della Madonna del Pilar a Castenaso,  dove la cantante possedeva una villa e una cospicua rendita, fatta di ingenti proprietà terriere in Emilia, lasciatele in dote dal padre dopo che era morto nel 1820.
Dopo l'insuccesso dell'ultima opera rossiniana rappresentata al Teatro La Fenice a Venezia, decise di abbandonare le scene e si trasferì a Parigi con il marito, dal quale però si separò consensualmente nel 1837 a Bologna. La Colbran infatti amava il gioco d'azzardo e la vita dispendiosa dell'alta società parigina, venendo così mal sopportata dalla famiglia del marito, che finì per lasciarla.
Isabella Colbran fu una grande cantante, ammirata da Stendhal, e interprete capace di infondere passione e intensità drammatica nel suo canto, nonché autrice di quattro raccolte di canzoni.
Morì in solitudine nella sua villa di Castenaso, che il marito le aveva lasciato in usufrutto dopo la separazione, a causa di una breve malattia. Aveva sessant'anni. Nel 1846, un anno dopo la sua morte, Gioachino Rossini poté finalmente sposare Olympe Pélissier, l'ex cortigiana francese che era diventata da anni la sua compagna.
Isabella Colbran è sepolta al Cimitero monumentale della Certosa di Bologna (portico del campo maggiore a levante, arco numero 6), accanto a suo padre Giovanni e ai genitori di Rossini (Giuseppe Rossini e Anna Guidarini). Il suo monumento funebre è rappresentato da una scultura in marmo dove Isabella, seduta e appoggiata a una colonna, sorregge il busto del padre con ai piedi un putto che suona una cetra.

## Ruoli creati
- Volunnia in Coriolano di Nicolini (26 dicembre 1808, Teatro alla Scala di Milano)
- Ifigenia in Ifigenia in Aulide di Federici (28 gennaio 1809, Teatro alla Scala di Milano)
- Palmide in I Gauri di Mellara (22 febbraio 1810, Teatro La Fenice di Venezia)
- Pietà celeste in Il pegno di pace di Caffi (11 marzo 1810, Teatro La Fenice di Venezia)
- Soprano in L'oracolo di Delfo di Raimondi (15 agosto 1811, Teatro San Carlo di Napoli)
- Beroe in Nitteti di Pavesi (26 dicembre 1811, Teatro Regio di Torino)
- Lidia in Lauso e Lidia di Farinelli (31 gennaio 1813, Teatro Regio di Torino)
- Il ruolo eponimo in Nefte di Fioravanti (18 aprile 1813, Teatro San Carlo di Napoli)
- Zetulbè in Il califfo di Bagdad di García (30 settembre 1813, Teatro del Fondo di Napoli)
- Il ruolo eponimo in Medea in Corinto di Mayr (28 novembre 1813, Teatro San Carlo di Napoli)
- Diana in Diana ed Endimione di García (9 febbraio 1814, Teatro San Carlo di Napoli)
- Il ruolo eponimo in Partenope di Farinelli (15 agosto 1814, Teatro San Carlo di Napoli)
- Caritea in Donna Caritea, regina di Spagna di Farinelli (16 settembre 1814, Teatro San Carlo di Napoli)
- Il ruolo eponimo in La donzella di Raab di García (4 novembre 1814, Teatro San Carlo di Napoli)
- Soprano in Arianna in Nasso di Mayr (19 febbraio 1815, Teatro San Carlo di Napoli)
- Il ruolo eponimo in Elisabetta, regina d'Inghilterra di Rossini (4 ottobre 1815, Teatro San Carlo di Napoli)
- Soprano in Le nozze di Teti e di Peleo di Rossini (24 aprile 1816, Teatro del Fondo di Napoli)
- Il ruolo eponimo in Gabriella di Vergy di Carafa (3 luglio 1816, Teatro del Fondo di Napoli)
- Desdemona in Otello di Rossini (4 dicembre 1816, Teatro del Fondo di Napoli)
- Virginia in Paolo e Virginia di Guglielmo (2 gennaio 1817, Teatro dei Fiorentini di Napoli)
- Partenope ne Il sogno di Partenope di Mayr (12 gennaio 1817, Teatro San Carlo di Napoli)
- Zemira in Mennone e Zemira di Mayr (22 marzo 1817, Teatro San Carlo di Napoli)
- Il ruolo eponimo in Ifigenia in Tauride di Carafa (19 giugno 1817, Teatro San Carlo di Napoli)
- Il ruolo eponimo in Armida di Rossini (11 novembre 1817, Teatro San Carlo di Napoli)
- Il ruolo eponimo in Boadicea di Morlacchi (13 gennaio 1818, Teatro San Carlo di Napoli)
- Elcia in Mosè in Egitto di Rossini (5 marzo 1818, Teatro San Carlo di Napoli)
- Fecenia in Ebuzio di Generali (9 settembre 1818, Teatro San Carlo di Napoli)
- Zoraide in Ricciardo e Zoraide di Rossini (3 dicembre 1818, Teatro San Carlo di Napoli)
- Il ruolo eponimo in Ermione di Rossini (27 marzo 1819, Teatro San Carlo di Napoli)
- Circe in Ulisse nell'isola di Circe di Perrino (23 giugno 1819, Teatro San Carlo di Napoli)
- Jole ne L'apoteosi d'Ercole di Mercadante (19 agosto 1819, Teatro San Carlo di Napoli)
- Elena ne La donna del lago di Rossini (24 ottobre 1819, Teatro San Carlo di Napoli)
- Anna Erisso in Maometto secondo di Rossini (3 dicembre 1820, Teatro San Carlo di Napoli)
- Il ruolo eponimo in Zelmira di Rossini (16 febbraio 1822, Teatro San Carlo di Napoli)
- Il ruolo eponimo in Semiramide di Rossini (3 febbraio 1823, Teatro La Fenice di Venezia)